# Ben Day
Benjamin Day (* 11. Dezember 1978 in Corinda) ist ein australischer Radrennfahrer.

## Karriere
Nachdem Day im Jahr 2001 ein Einzelzeitfahren beim polnischen Etappenrennen Baltyk-Karkonosze-Tour gewonnen hatte, begann er seine internationale Karriere beim polnischen Radsportteam Ambra-Obuwie-SNC Odziez. In den folgenden Jahren wechselte er mehrfach die Mannschaft und entwickelte sich zu einem erfolgreichen Zeitfahrer: 2003 wurde er australischer Meister im Einzelzeitfahren und bei den Commonwealth Games 2006 gewann Day in dieser Disziplin die Silbermedaille hinter seinem Landsmann Nathan O’Neill. Er gewann vornehmlich im Zeitfahren Abschnitte internationaler Etappenrennen, so auch bei der Tour de Beauce 2007 und 2010, bei der er außerdem jeweils den Gesamtsieg feiern konnte. Außerdem gewann er im Jahr 2010 das kanadische Zeitfahren Chrono Gatineau. 2000 siegte er im Eintagesrennen Grafton to Inverell Cycle Classic. 

## Erfolge
2001
- eine Etappe Baltyk-Karkonosze-Tour

2002
- Australischer Meisterschaft – Einzelzeitfahren
- eine Etappe Volta ao Alentejo

2003
- Australischer Meisterschaft – Einzelzeitfahren

2004
- eine Etappe Tour Down Under

2006
- Australischer Meisterschaft – Einzelzeitfahren
- Commonwealth Games 2006 – Einzelzeitfahren
- eine Etappe Herald Sun Tour

2007
- Gesamtwertung und eine Etappe Tour de Beauce

2008
- Australischer Meisterschaft – Einzelzeitfahren

2010
- Chrono Gatineau
- Gesamtwertung und eine Etappe Tour de Beauce

## Teams
- 2002 Ambra-Obuwie-SNC Odziez/Matesica-Abóboda
- 2003 Carvalhelhos-Boavista
- 2004–2005 MrBookmaker.com-Palmans
- 2006 Carvalhelhos-Boavista
- 2007 Navigators Insurance
- 2008 Toyota-United
- 2009–2010 Fly V Australia
- 2011 Kenda-5-Hour Energy Cycling Team
- 2012–2014 UnitedHealthcare Pro Cycling Team